# 棒槌刘遗址
棒槌刘遗址，位于山东省滨州市阳信县水落坡乡棒槌刘村，是中华人民共和国山东省文物保护单位之一。
1992年6月12日，授予山东省文物保护单位，是一座古遗址。